# 세이버 건담
세이버 건담(영어: Saviour Gundam, 일본어: セイバーガンダム)은 TV 애니메이션 《기동전사 건담 SEED DESTINY》에 등장하는 모빌 슈트(MS)로 분류되는 가공의 유인 조종식 인간형 로봇 병기이다. "플랜트"의 군사 조직인 "자프트"가 개발한 5기의 시제형 모빌 슈트(MS)인 "세컨드 스테이지 시리즈" 중 1기로, 자프트로 복귀한 아스란 자라의 탑승기가 된다. 전작인 《기동전사 건담 SEED》에서 아스란이 탑승한 이지스 건담과 저스티스 건담과 마찬가지로, 붉은색 기조의 컬러링과 닭볏 모양의 머리 센서가 특징으로, 모빌 아머(MA)로의 변형 기구를 가지고 있는 가변형 모빌 슈트이다. "세이버"는 영어로 "구세주"를 의미한다. 미디어나 관련 상품에서는 "세이버 건담"이라고 호칭되지만, 《기동전사 건담 SEED DESTINY》 작품 내에서는 다른 건담 타입의 모빌 슈트와 마찬가지로 "건담"을 생략하고 "세이버"라고 호칭된다.
메카닉 디자인은 오오카와라 쿠니오가 담당하였다.

## 같이 보기
- 건담 시리즈의 병기 목록
- 기동전사 건담 SEED DESTINY